# Championnat d'Angleterre de football de deuxième division 1903-1904
Navigation
Édition précédente Édition suivante
La saison 1903-1904 est la douzième saison du championnat d'Angleterre de football de deuxième division. Les deux premiers du championnat obtiennent une place en première division, les trois derniers sont relégués uniquement s'ils n'obtiennent pas assez de voix dans la procédure de réélection.
Preston North End remporte la compétition et se voit promu en première division accompagné du vice-champion, Woolwich Arsenal. Parmi les trois derniers, seul Stockport County n'obtient pas assez de voix pour rester en deuxième division. Le meilleur buteur est Percy Smith avec 26 buts pour Preston North End.

## Compétition
La victoire est à deux points, un match nul vaut un point.

### Classement
| Rang | Équipe               | Pts | J  | G  | N  | P  | Bp | Bc | Diff |
| ---- | -------------------- | --- | -- | -- | -- | -- | -- | -- | ---- |
| 1    | Preston North End    | 50  | 34 | 20 | 10 | 4  | 62 | 24 | +38  |
| 2    | Woolwich Arsenal     | 49  | 34 | 21 | 7  | 6  | 91 | 22 | +69  |
| 3    | Manchester United    | 48  | 34 | 20 | 8  | 6  | 65 | 33 | +32  |
| 4    | Bristol City         | 42  | 34 | 18 | 6  | 10 | 73 | 41 | +32  |
| 5    | Burnley FC           | 39  | 34 | 15 | 9  | 10 | 50 | 55 | -5   |
| 6    | Grimsby Town R       | 36  | 34 | 14 | 8  | 12 | 50 | 99 | -49  |
| 7    | Bolton Wanderers R   | 34  | 34 | 12 | 10 | 12 | 59 | 41 | +18  |
| 8    | Barnsley FC          | 32  | 34 | 11 | 10 | 13 | 38 | 57 | -19  |
| 9    | Gainsborough Trinity | 31  | 34 | 14 | 3  | 17 | 53 | 60 | -7   |
| 10   | Bradford City P      | 31  | 34 | 12 | 7  | 15 | 45 | 59 | -14  |
| 11   | Chesterfield FC      | 30  | 34 | 11 | 8  | 15 | 37 | 45 | -8   |
| 12   | Lincoln City         | 30  | 34 | 11 | 8  | 15 | 41 | 58 | -17  |
| 13   | Burslem Port Vale    | 29  | 34 | 10 | 9  | 15 | 54 | 52 | +2   |
| 14   | Burton United        | 29  | 34 | 11 | 7  | 16 | 45 | 61 | -16  |
| 15   | Blackpool FC         | 27  | 34 | 11 | 5  | 18 | 40 | 67 | -27  |
| 16   | Stockport County     | 27  | 34 | 8  | 11 | 15 | 40 | 72 | -32  |
| 17   | Glossop FC           | 26  | 34 | 10 | 6  | 18 | 57 | 64 | -7   |
| 18   | Leicester Fosse      | 22  | 34 | 6  | 10 | 18 | 42 | 82 | -40  |

|  | Vainqueur de la deuxième division et promotion en First Division |
|  | Promotion en First Division                                      |
|  | Réélection                                                       |
|  | Relégué                                                          |

- Parmi les trois derniers, seul Stockport County n'obtient pas assez de voix et sera relégué en troisième division.